# Acidificação do solo
A Acidificação do solo é um processo químico, em que o solo tem uma redução do (PH).
Este processo pode formar impactos maiores ou menores na natureza dependendo da concentração, da pressão, temperatura, da repartição do solo, no sentido de formação dos produtos e reagentes do solo da região. 
Para a acidificação ocorrer no solo, ela pode ser causada a partir da emissão de águas residuais, com a chuva ácida, a emissão de gases ácidos, da água contaminada, entre outros.